# 洗马庄遗址
洗马庄遗址，位于中华人民共和国山西省大同市广灵县蕉山乡洗马庄村东北和加斗乡上恩庄村北，已列为山西省文物保护单位。

## 保护
2016年6月6日，洗马庄遗址由山西省人民政府公布为第五批山西省文物保护单位，编号5-6。